# 浙江省衢州第一中学
浙江省衢州第一中学是一所位于浙江省衢州市的高级中学，成立于1902年11月11日，并在1996年被确定为浙江省一级重点高中。在不引起歧义的情况下可以称呼为衢州一中或者衢一中。

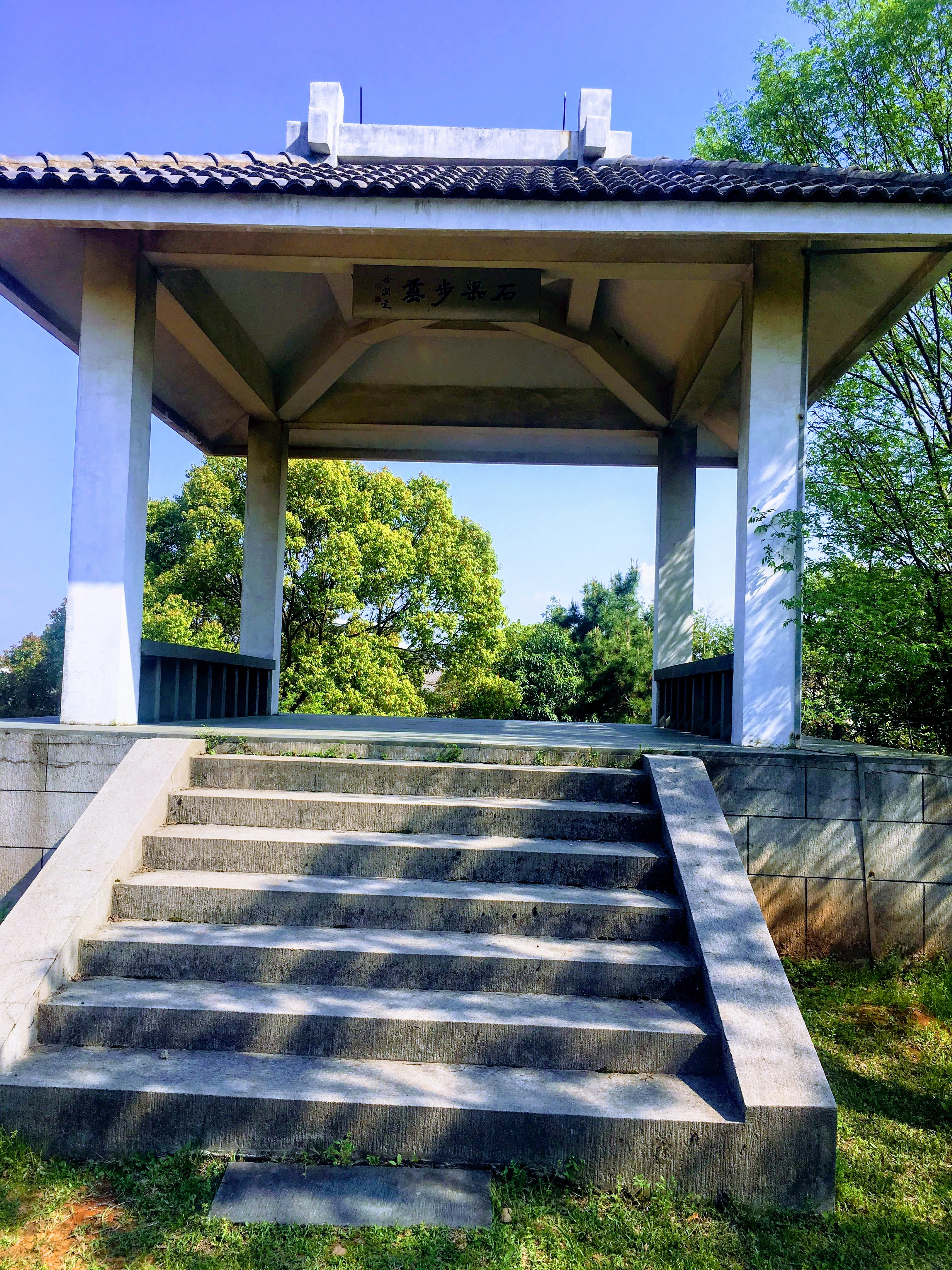
校内建筑步云亭

## 历史沿革
1902年（大清光绪二十八年），在清末维新变法“废科举、兴学堂”思潮的推动下，时任衢州知府世善奉命兴办衢郡中学堂，范凤书为总理，校舍在原求益书院。
1903年（清光绪二十九年），学堂迁入正谊书院。
1911年（清宣统三年），学校改名为浙江省立第八中学堂。
1912年（民国元年），学校改名为浙江省立第八中学校。
1923年8月（民国十二年），浙江省立第八师范并入，学校设中学、师范和小学三部。
1933年，（民国二十二年）学校改名为浙江省立衢州初级中学。
1937年，（民国二十六年）学校增设高中部，并改名为浙江省立衢州中学。
1944年（民国三十四年），简师部独立设置。
1950年2月，学校从府山迁至县学街
1953年8月，学校被列为浙江省九所重点中学之一。
1954年，学校更名为浙江省衢州第一中学。
1996年，学校被列为浙江省一级重点中学。
2003年，学校从县西街搬迁到现西区新校址，面积达到240亩，是依据地势而建的园林式校园，环境优美、设施完善。

## 师资力量
特级教师4名
市名师13名
市学科带头人7名

## 办学成果

### 一本率
2017高考官方数据48.6%

### 学生风采
- 美食节
- 运动会

## 校歌
衢州一中校歌 轶名词曲
峥嵘东峙濲西流，钟灵毓秀。群英相聚乐悠悠。

风雨鸡鸣候，声起应求。把学问造就，还期身健行优，身健行优。

他日在社会做完人，方无所负。

## 著名校友
- 金庸，知名文学家
- 周迅，著名影视明星
- 许绍燮，地球物理学家，工程院院士
- 徐元森，微电子及冶金专家，工程院院士
- 方光焘[2]，语言学家

## 友好学校
- 新西兰 Central Southland College
- 香港 路德会协同中学
- 荷蘭 洛伦茨卡西姆学校（荷兰语：Lorentz Casimir Lyceum）